# Tecia Pennington
Tecia Lyn Torres Pennington (Fall River, Massachusetts, Estados Unidos, 16 de agosto de 1989) es una artista marcial mixta estadounidense que actualmente compite en la división de peso paja de Ultimate Fighting Championship. Desde el 25 de octubre de 2021, es la número 8 en la clasificación femenina de peso paja de la UFC.

## Antecedentes
Se dedica a las artes marciales desde los 3 años. Se inició en el taekwondo cuando era niña, y recibió su cinturón negro después de doce años practicando este deporte. También tiene un récord de muay thai amateur de dieciséis victorias y cuatro derrotas.
Se graduó a los 20 años en 2010 con una licenciatura en Artes, con doble especialización en Justicia Penal y Sociología, en la Universidad Atlántica de Florida. Obtuvo un máster en Criminología en la misma universidad en 2017.

## Carrera en las artes marciales mixtas

### Carrera temprana
Comenzó su carrera amateur de artes marciales mixtas en 2011. Ganó cada uno de sus siete combates, obteniendo títulos de 115 libras en MMA Solutions, US Freedom Fighter Championship y American Battle Championships.
En 2012, se pasó a las artes marciales mixtas profesionales y firmó con Invicta Fighting Championships.

### Invicta Fighting Championships
Hizo su debut profesional y en la promoción contra Kaiyana Rain el 6 de octubre de 2012, en Invicta FC 3: Penne vs. Sugiyama. Ganó por decisión unánime.
Se enfrentó a Paige VanZant el 5 de enero de 2013 en Invicta FC 4: Esparza vs. Hyatt. Ganó el combate por decisión unánime. Luego venció por decisión unánime a Rose Namajunas el 13 de julio de 2013 en Invicta FC 6: Coenen vs. Cyborg. Su último combate de 2013 fue contra Felice Herrig el 7 de diciembre de 2013, en Invicta FC 7: Honchak vs. Smith. Ganó por decisión unánime.

### The Ultimate Fighter
En diciembre de 2013, fue anunciada como una de las 11 mujeres fichadas por Ultimate Fighting Championship para su recién creada división de peso paja. También se anunció que competiría como miembro del reparto de la serie de telerrealidad The Ultimate Fighter, como parte de un torneo para coronar a la campeona inaugural de peso paja. En el estreno de la temporada de The Ultimate Fighter, fue seleccionada por el equipo Melendez con la segunda elección. La tercera clasificada, se enfrentó a la número 14, Randa Markos. Perdió el combate por decisión unánime.
Era el número 3 de la clasificación general del torneo y fue elegida segundo por el entrenador Gilbert Meléndez. 3 del torneo y fue elegida segunda por el entrenador Gilbert Meléndez. Se enfrentó a Randa Markos en la ronda preliminar del programa. En una sorpresa, Torres perdió el combate por decisión unánime en tres asaltos. Sin embargo, se le permitió volver al torneo cuando Justine Kish se lesionó la rodilla en un entrenamiento. Fue transferida al equipo dirigido por Anthony Pettis y derrotó a Bec Rawlings en la ronda preliminar por decisión unánime. Se enfrentó a Carla Esparza en los cuartos de final y perdió por decisión mayoritaria en dos asaltos.

### Ultimate Fighting Championship
Hizo su debut en la UFC contra su compañera de Ultimate Fighter, Angela Magaña, en la final de The Ultimate Fighter: A Champion Will Be Crowned Finale el 12 de diciembre de 2014. Ganó el combate por decisión unánime.
Se enfrentó a la exalumna de TUF 20 Angela Hill el 13 de junio de 2015, en UFC 188. Ganó el combate por decisión unánime.
Se esperaba que se enfrentara a la ex Campeona de Peso Atómico de Invicta FC, Michelle Waterson, en UFC 194. Sin embargo, Waterson se retiró del combate el 24 de noviembre de 2015, alegando una lesión de rodilla. Fue sustituida por la recién llegada a la promoción Jocelyn Jones-Lybarger. Ganó el combate por decisión unánime.
Se enfrentó a Rose Namajunas en una revancha el 16 de abril de 2016 en UFC on Fox: Teixeira vs. Evans. Perdió el combate por decisión unánime.
Se enfrentó a Bec Rawlings en una revancha en UFC Fight Night: Bermúdez vs. Korean Zombie el 4 de febrero de 2017. En el pesaje, Rawlings llegó a 117.5 libras, por encima del límite de peso paja femenino de 116 libras. Como resultado, Rawlings fue multada con el 20% de su bolsa, que fue a parar a Torres, y el combate continuó con un peso acordado. Ganó el combate por decisión unánime.
Se enfrentó a Juliana Lima el 7 de julio de 2017 en The Ultimate Fighter 25 Finale. Ganó el combate por sumisión en el segundo asalto. Esta victoria le valió el premio a la Actuación de la Noche.
Se enfrentó a Michelle Waterson el 2 de diciembre de 2017 en UFC 218. Ganó el combate por decisión unánime.
Se enfrentó a Jéssica Andrade el 24 de febrero de 2018 en UFC on Fox: Emmett vs. Stephens. Perdió el combate por decisión unánime.
Se enfrentó a Joanna Jędrzejczyk el 28 de julio de 2018 en UFC on Fox: Alvarez vs. Poirier 2. Perdió el combate por decisión unánime.
Se enfrentó a Weili Zhang el 2 de marzo de 2019 en UFC 235. Perdió el combate por decisión unánime.
Se enfrentó a Marina Rodriguez el 10 de agosto de 2019 en UFC Fight Night: Shevchenko vs. Carmouche 2. Perdió el combate por decisión unánime.
Tenía previsto enfrentarse a Mizuki Inoue el 28 de marzo de 2020 en UFC on ESPN: Ngannou vs. Rozenstruik. Debido a la pandemia de COVID-19, el evento fue finalmente pospuesto. En su lugar, se enfrentó a Brianna Van Buren el 20 de junio de 2020 en UFC on ESPN: Blaydes vs. Volkov. Ganó el combate por decisión unánime.
Se esperaba que la revancha con Angela Hill tuviera lugar el 12 de diciembre de 2020 en UFC 256. Sin embargo, Hill dio positivo por COVID-19 y se retiró del combate. En su lugar, se enfrentó a la recién llegada a la promoción Sam Hughes. Ganó el combate por TKO en el primer asalto.
La revancha con Angela Hill se reprogramó y tuvo lugar el 7 de agosto de 2021 en UFC 265. Ganó el combate por decisión unánime.
Se enfrentó a  Mackenzie Dern el 9 de abril de 2022 en el UFC 273. Perdió el combate por decisión dividida.

## Estilo de lucha
Emplea un movimiento lateral constante mientras combina elementos de taekwondo y karate. Utiliza con frecuencia técnicas de patada, siguiendo ocasionalmente una patada alta o baja con una rápida patada lateral. Al golpear, suele presionar con una ráfaga de puñetazos altos. No suele utilizar técnicas de sumisión, pero ha demostrado la defensa de la sumisión.

## Vida personal
Es una persona abstemia, afirmando no haber consumido nunca alcohol, tabaco y otras drogas recreativas en su vida. En el Día Mundial de la Salud Mental de 2019, reveló haber luchado con sus problemas de salud mental -depresión y trastorno de apego- durante varios años. Forma parte abiertamente de la comunidad LGBTQ+ y está casada con la campeona de peso gallo femenino de la UFC Raquel Pennington.

## Campeonatos y logros

### Artes marciales mixtas
- Ultimate Fighting Championship
  - Actuación de la Noche (una vez)
- MMA Solutions Global
  - Título de peso paja amateur de MMA Solutions (una vez)
- US Freedom Fighter Championship
  - Título amateur de peso paja de la USFFC (una vez)[11]
- American Battle Championships
  - Título amateur de peso paja de la ABC (una vez)[12]
- Women's MMA Awards
  - Peso Paja del Año 2013
- AwakeningFighters.com WMMA Awards
  - Peso Paja del Año 2013[55]
  - Mejor Novato del año 2013[55]
- Bleacher Report
  - Pelea del Año 2013 de la WMMA vs. Rose Namajunas el 13 de julio[56]

## Récord en artes marciales mixtas
| Resultado | Récord | Oponente               | Método                                 | Evento                                                  | Fecha                   | Ronda | Tiempo | Localización          | Notas                                                                 |
| --------- | ------ | ---------------------- | -------------------------------------- | ------------------------------------------------------- | ----------------------- | ----- | ------ | --------------------- | --------------------------------------------------------------------- |
| Derrota   | 13-6   | Mackenzie Dern         | Decisión (dividida)                    | UFC 273                                                 | 9 de abril de 2022      | 3     | 5:00   | Jacksonville, Florida |                                                                       |
| Victoria  | 13-5   | Angela Hill            | Decisión (unánime)                     | UFC 265                                                 | 7 de agosto de 2021     | 3     | 5:00   | Houston, Texas        |                                                                       |
| Victoria  | 12-5   | Sam Hughes             | TKO (parada médica)                    | UFC 256                                                 | 12 de diciembre de 2020 | 1     | 5:00   | Las Vegas, Nevada     |                                                                       |
| Victoria  | 11-5   | Brianna Van Buren      | Decisión (unánime)                     | UFC on ESPN: Blaydes vs. Volkov                         | 20 de junio de 2020     | 3     | 5:00   | Las Vegas, Nevada     |                                                                       |
| Derrota   | 10-5   | Marina Rodriguez       | Decisión (unánime)                     | UFC Fight Night: Shevchenko vs. Carmouche 2             | 10 de agosto de 2019    | 3     | 5:00   | Montevideo            |                                                                       |
| Derrota   | 10-4   | Weili Zhang            | Decisión (unánime)                     | UFC 235                                                 | 2 de marzo de 2019      | 3     | 5:00   | Las Vegas, Nevada     |                                                                       |
| Derrota   | 10-3   | Joanna Jędrzejczyk     | Decisión (unánime)                     | UFC on Fox: Alvarez vs. Poirier 2                       | 28 de julio de 2018     | 3     | 5:00   | Calgary, Alberta      |                                                                       |
| Derrota   | 10-2   | Jéssica Andrade        | Decisión (unánime)                     | UFC on Fox: Emmett vs. Stephens                         | 24 de febrero de 2018   | 3     | 5:00   | Orlando, Florida      |                                                                       |
| Victoria  | 10-1   | Michelle Waterson      | Decisión (unánime)                     | UFC 218                                                 | 2 de diciembre de 2017  | 3     | 5:00   | Detroit, Míchigan     |                                                                       |
| Victoria  | 9-1    | Juliana Lima           | Sumisión (estrangulamiento por detrás) | The Ultimate Fighter: Redemption Finale                 | 7 de julio de 2017      | 2     | 0:53   | Las Vegas, Nevada     | Actuación de la Noche.                                                |
| Victoria  | 8-1    | Bec Rawlings           | Decisión (unánime)                     | UFC Fight Night: Bermudez vs. Korean Zombie             | 4 de febrero de 2017    | 3     | 5:00   | Houston, Texas        | Combate de peso acordado (117.5 libras); Rawlings no alcanzó el peso. |
| Derrota   | 7-1    | Rose Namajunas         | Decisión (unánime)                     | UFC on Fox: Teixeira vs. Evans                          | 16 de abril de 2016     | 3     | 5:00   | Tampa, Florida        |                                                                       |
| Victoria  | 7-0    | Jocelyn Jones-Lybarger | Decisión (unánime)                     | UFC 194                                                 | 12 de diciembre de 2015 | 3     | 5:00   | Las Vegas, Nevada     |                                                                       |
| Victoria  | 6-0    | Angela Hill            | Decisión (unánime)                     | UFC 188                                                 | 13 de junio de 2015     | 3     | 5:00   | Ciudad de México      |                                                                       |
| Victoria  | 5-0    | Angela Magaña          | Decisión (unánime)                     | The Ultimate Fighter: A Champion Will Be Crowned Finale | 12 de diciembre de 2014 | 3     | 5:00   | Las Vegas, Nevada     |                                                                       |
| Victoria  | 4-0    | Felice Herrig          | Decisión (unánime)                     | Invicta FC 7: Honchak vs. Smith                         | 7 de diciembre de 2013  | 3     | 5:00   | Kansas City, Misuri   |                                                                       |
| Victoria  | 3-0    | Rose Namajunas         | Decisión (unánime)                     | Invicta FC 6: Coenen vs. Cyborg                         | 13 de julio de 2013     | 3     | 5:00   | Kansas City, Misuri   |                                                                       |
| Victoria  | 2-0    | Paige VanZant          | Decisión (unánime)                     | Invicta FC 4: Esparza vs. Hyatt                         | 5 de enero de 2013      | 3     | 5:00   | Kansas City, Kansas   |                                                                       |
| Victoria  | 1-0    | Kaiyana Rain           | Decisión (unánime)                     | Invicta FC 3: Penne vs. Sugiyama                        | 6 de octubre de 2012    | 3     | 5:00   | Kansas City, Kansas   |                                                                       |